# Алфред Ліндлі
Алфред Ліндлі (англ. Alfred Lindley, 20 січня 1904 — 22 лютого 1951) — американський академічний веслувальник.
Олімпійський чемпіон 1924 року в складі вісімки.